# Nallachius infuscatus
Nallachius infuscatus är en insektsart som beskrevs av Penny 1982. Nallachius infuscatus ingår i släktet Nallachius och familjen Dilaridae. Inga underarter finns listade i Catalogue of Life.